# Grand Prix de Wallonie 1981
La 22e édition du Grand Prix de Wallonie a eu lieu le 16 mai 1981. Elle a été remportée par le Belge Walter Dalgal.

## Classement final
Walter Dalgal remporte la course en parcourant les 229 kilomètres en 6 h 9 à la vitesse moyenne de 37,235 km/h.
| Classement final, | Classement final,  | Classement final, | Classement final,              | Classement final, |
|                   | Coureur            | Pays              | Équipe                         | Temps             |
| ----------------- | ------------------ | ----------------- | ------------------------------ | ----------------- |
| 1er               | Walter Dalgal      | Belgique          | Splendor-Wickes                | en 6 h 9 min 0 s  |
| 2e                | Charles Jochums    | Belgique          | Masta-Peeters-Bbs              | + 51 s            |
| 3e                | Patrick Versluys   | Belgique          | Boule d'Or-Sunair-Colnago      | + 54 s            |
| 4e                | Ludwig Wijnants    | Belgique          | Capri Sonne-Koga Miyata        |                   |
| 5e                | Jan Wijnants       | Belgique          | Splendor-Wickes                |                   |
| 6e                | Louis Luyten       | Belgique          | Vermeer Thijs-Mimo Salons-Gios |                   |
| 7e                | Guy Janiszewski    | Belgique          | Boule d'Or-Sunair-Colnago      |                   |
| 8e                | Uwe Bolten         | Allemagne         | Capri Sonne-Koga Miyata        |                   |
| 9e                | Claude Criquielion | Belgique          | Splendor-Wickes                |                   |
| 10e               | Jos Van De Poel    | Belgique          | Vermeer Thijs-Mimo Salons-Gios |                   |
| modifier          |                    |                   |                                |                   |